# Olbramice (Olomouc)
Olbramice é uma comuna checa localizada na região de Olomouc, distrito de Olomouc.